# Osmol
En química el osmol (Osm u osmole) es una unidad de medida no perteneciente al Sistema Internacional que define el número de moles de un compuesto químico que contribuyen a la presión osmótica de una disolución. El término deriva del fenómeno de la ósmosis y es normalmente utilizado para disoluciones osmóticamente activas. Por ejemplo, una disolución de 1 mol/L de NaCl en agua tiene una osmolaridad de 2 osmol/L. Las moléculas de cloruro sódico se disocian totalmente en el agua liberando dos iones separados y cargados eléctricamente: Na+ y Cl-. De esta forma, cada mol de NaCl corresponde a dos osmoles en disolución. De forma similar, una disolución de 1 mol/L de CaCl2 tiene 3 osmol/L (1 Ca2+ y 2 Cl-).
Una definición estricta del osmol lo identifica con la cantidad de partículas osmóticamente activas disueltas en 22,4 L de disolvente a 0 grados Celsius que producen una atmósfera de presión osmótica. Es equivalente a la observación de 1 mol de un gas perfecto que ocupe un volumen de 22,4 L y produzca una presión de una atmósfera.